# Joaquín Fanjul
 (février 2025).
Si vous disposez d'ouvrages ou d'articles de référence ou si vous connaissez des sites web de qualité traitant du thème abordé ici, merci de compléter l'article en donnant les références utiles à sa vérifiabilité et en les liant à la section « Notes et références ».
Pour les articles homonymes, voir Fanjul.
Joaquín Fanjul Goñi, né le 30 mai 1880 à Vitoria et mort le 17 août 1936 à Madrid, est un militaire d'infanterie espagnol, surtout connu pour son rôle joué dans la conspiration du soulèvement qui débouche sur la guerre d'Espagne.

## Biographie
Fanjul lutte dans la guerre de Cuba. Par la suite il fait des études de droit à la Escuela Superior de Guerra. Il est membre fondateur de l'Unión Militar Española (UME). Il arrive au grade de général de brigade durant la dictature de Primo de Rivera et est nommé sous-secrétaire du ministre de la Guerre José María Gil-Robles.
Il conspire contre la République en contact étroit avec Emilio Mola, qui est celui qui dirige les préparatifs. Après le début du soulèvement, il prend le 19 juillet 1936 le commandement du Cuartel de la Montaña de Madrid, après s'être introduit subrepticement dans la garnison déguisé en civil. Alors qu'ils attendent des renforts pour contrôler la ville, les miliciens républicains prennent d'assaut la caserne et Fanjul est blessé. Il est détenu, jugé le 15 août et fusillé le 17.
Une avenue de Madrid porte son nom dans les années de la dictature franquiste, mais est rebaptisée Avenida de las Águilas en 2017.